# Nästjärnen, Hälsingland
Nästjärnen är en sjö i Ovanåkers kommun i Hälsingland och ingår i Testeboåns huvudavrinningsområde. Nästjärnen ligger i Stormyran-Grannäsen Natura 2000-område.